# Conotrachelus apicecristatus
Conotrachelus apicecristatus – gatunek chrząszcza z rodziny ryjkowcowatych.

## Zasięg występowania
Ameryka Południowa, notowany w Boliwii, Brazylii oraz w Peru.

## Budowa ciała
Przednia krawędź pokryw znacznie szersza od przedplecza, ich tylna część oraz przód przedplecza zwężone. Na pokrywach podłużne garbki.
Ubarwienie ciała brązowe z czarnymi plamkami.